# 兵庫県道345号本山本庄線
兵庫県道345号本山本庄線（ひょうごけんどう345ごう もとやまほんじょうせん）は、兵庫県神戸市東灘区を通る一般県道である。

## 概要
神戸市東灘区本山中町4丁目から神戸市東灘区青木5丁目に至る。
神戸市の市街地にある数少ない県道だが、幹線道路としての機能は果たしていない。

### 路線データ
- 起点：神戸市東灘区本山中町4丁目（本山中町4丁目南交差点、国道2号交点）
- 終点：神戸市東灘区青木5丁目（国道43号交点）

## 地理
起終点で接続する国道はどちらも西国街道（本街道・浜街道）を前身としており、2つの西国街道を南北間で連絡する。

### 通過する自治体
- 神戸市（東灘区）

### 交差する道路
| 交差する道路           | 交差する場所  | 交差する場所                 |
| ---------------------- | ------------- | ---------------------------- |
| 国道2号 国道171号 重複 | 本山中町4丁目 | 本山中町4丁目南交差点 / 起点 |
| 国道43号               | 青木5丁目     | 終点                         |

### 交差する鉄道
- 阪神本線

### 沿線
- 神戸市立本山南小学校
- 神戸市立福池小学校
- 阪神本線 青木駅